# 小早川博
小早川 博（こばやかわ ひろし、1892年〈明治25年〉5月21日 - 1980年〈昭和55年〉10月）は、愛知県額田郡本宿村（現・岡崎市上衣文町）出身の地方自治功労者。本宿村会議員、本宿村長、岡崎市議会議員、岡崎市議会議長。

## 経歴

### 幼少期
1892年（明治25年）5月21日、愛知県額田郡本宿村上衣文森下35（現・岡崎市上衣文町森下）に生まれた。「知多郡内海町に生まれ、1911年（明治44年）に小早川家に養子に入った」とする文献もある。父の小早川九七も農業の傍らで本宿村会議員を務めた人物である。
1906年（明治39年）には東海高等小学校を卒業し、家業である農業に従事していた。江戸時代の本宿村は赤坂宿と藤川宿の間にある東海道の間の宿であり、松平家所縁の寺である法蔵寺は大名や旅人などの参拝者が絶えなかったとされるが、近代になると官設鉄道（現・JR東海道本線）の経路から外れたことで往来が減っていた。

### 本宿村長

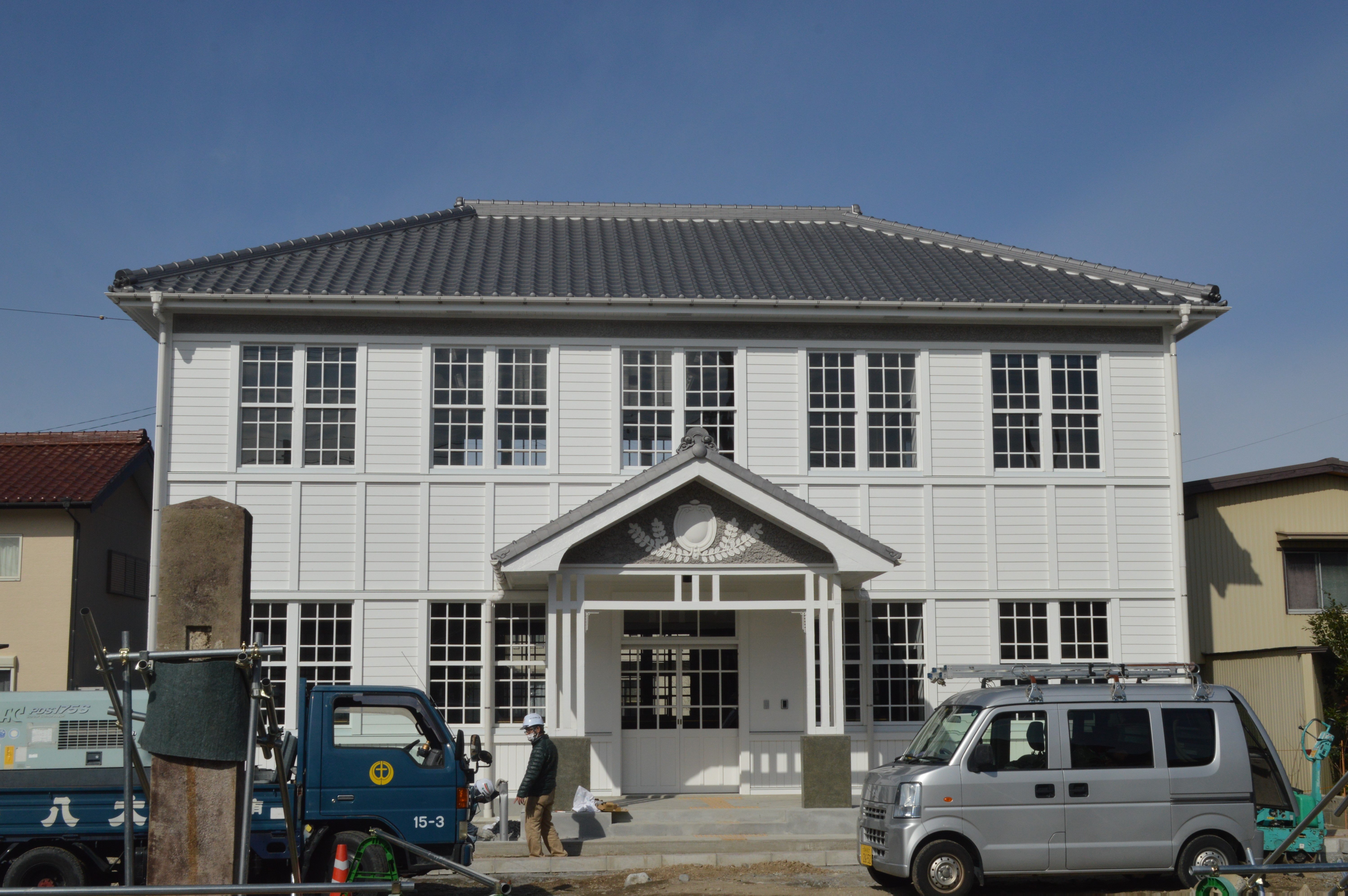
1928年竣工の旧本宿村役場

1921年（大正10年）には本宿村の収入役に就任し、1925年には本宿村の助役に、34歳だった1926年（大正15年）3月には本宿村の村長に就任し、1932年（昭和7年）3月まで村長を務めている。1926年（大正15年）4月1日には愛知電気鉄道（現・名鉄名古屋本線）本宿駅が開業し、本宿村は転換点を迎えていた。1928年（昭和3年）にはドイツ下見板張やジョージアン様式を採用した3代目本宿村役場を建設した。

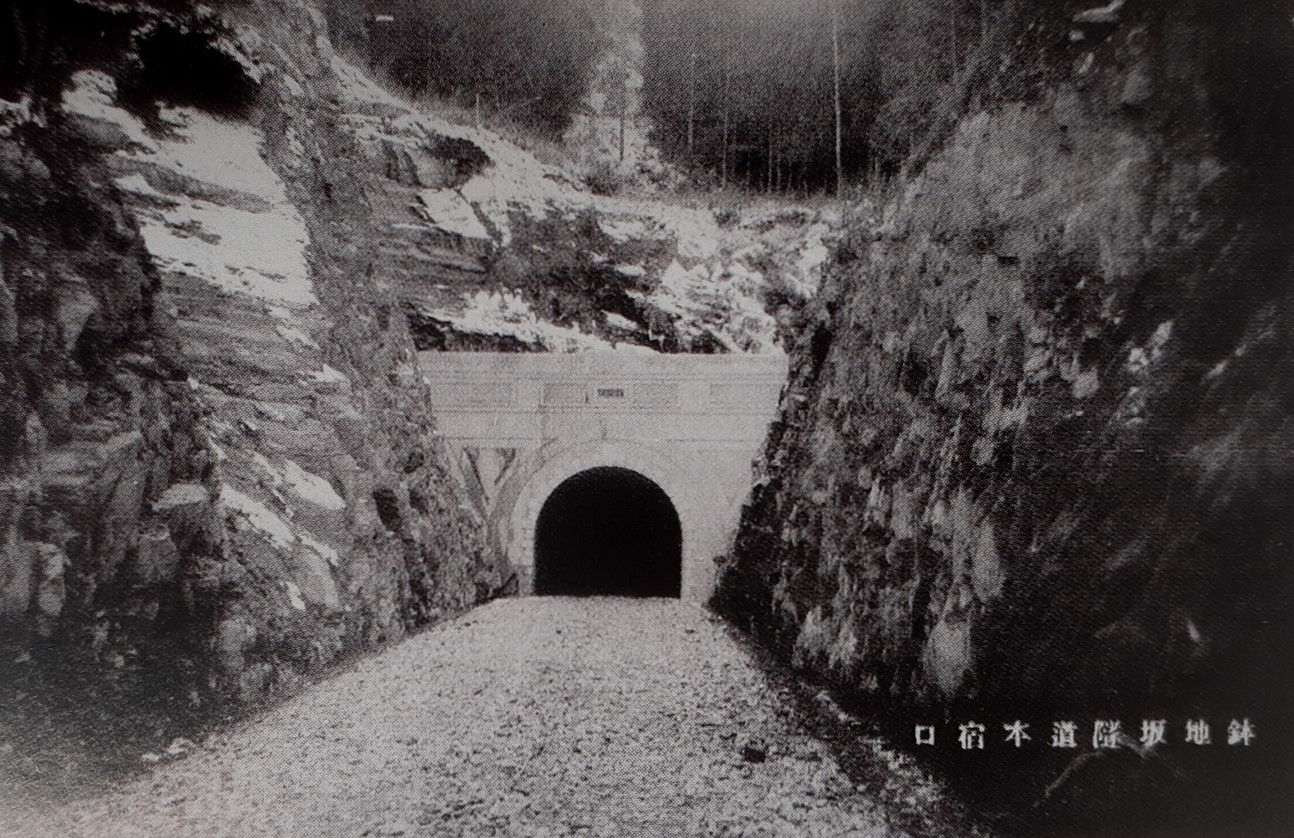
1933年完成の鉢地坂トンネル

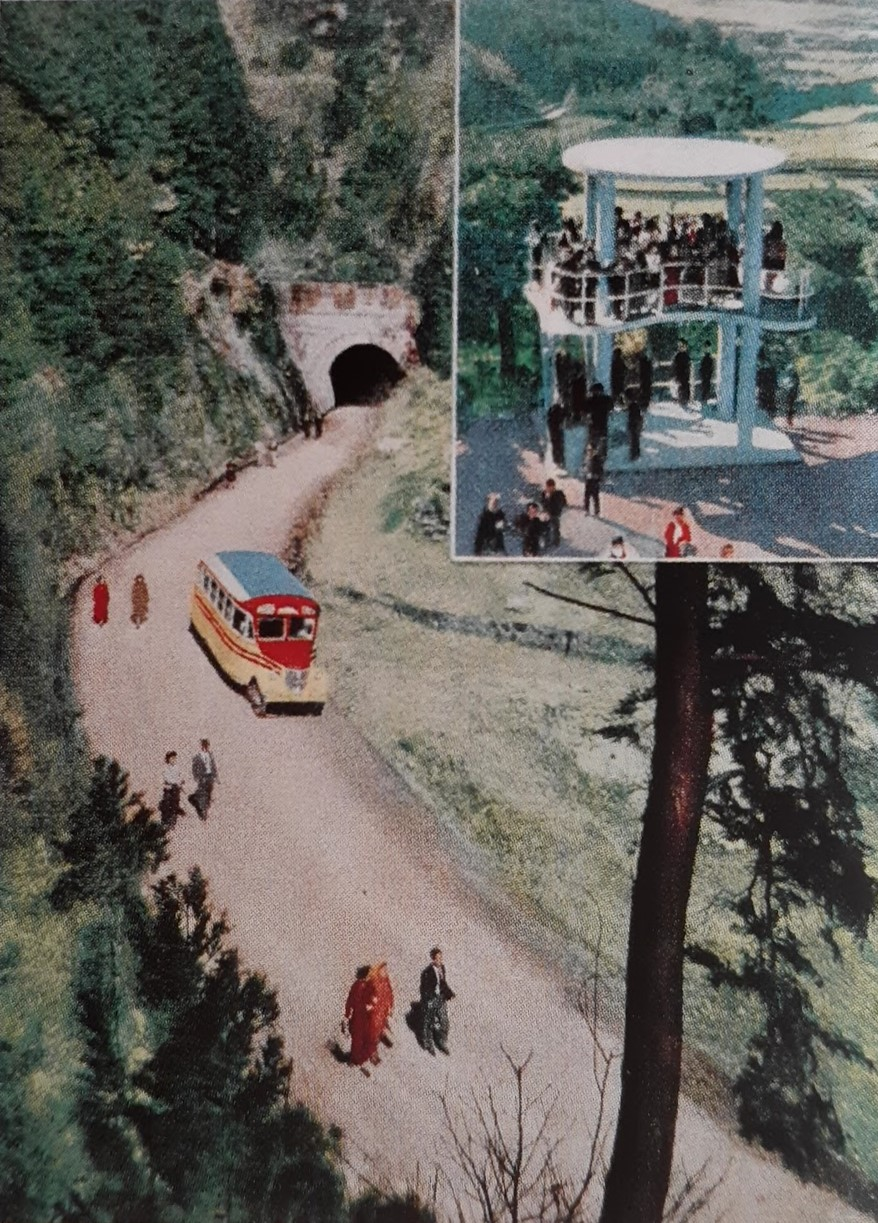
鉢地坂トンネルの蒲郡側にあった新箱根

さらに、滝信四郎などによって観光地化が進められていた宝飯郡蒲郡町（現・蒲郡市）との連携に活路を見出した。もともと蒲郡町の尾崎市右衛門が本宿村と蒲郡町を結ぶ鉢地坂トンネルの建設を構想していたが、1929年（昭和4年）10月には蒲郡町長の中川甚五郎が会長、本宿村長の小早川が副会長となった鉢地坂開削期成同盟会が設立され、愛知県に対して建設の陳情などを行った。
1933年（昭和8年）12月には陳情が実って鉢地坂トンネルが開通したが、蒲郡町に蒲郡ホテルが開業したのは1934年（昭和9年）3月のことである。本宿村と蒲郡町は共同で観光バスの運行を申請し、結局は愛知電気鉄道系列の愛電自動車が観光バスを運行した。1937年（昭和12年）には鉢地坂トンネルの蒲郡側出口に「鉢地坂開削記念碑」が建立されている。
昭和初期の本宿村は鉄道と観光バスの交通結節点として発展し、玉突場、劇場、芸妓置屋などがあった。一度目の村長退任後、1933年（昭和8年）10月には本宿村会議員に就任した。1942年（昭和17年）8月から1946年（昭和21年）3月21日にも本宿村長（2度目）を務めた。
1952年（昭和27年）に本宿村長の太田亀吉が死去すると、同年12月22日には小早川が無投票で村長に就任（3度目）し、本宿村が岡崎市に編入される1955年（昭和30年）2月1日まで村長を務めた。

### 岡崎市議会議員
本宿村が岡崎市に編入されると岡崎市議会議員に就任し、市議会議員として3期12年間在職した。1962年（昭和37年）5月、全国市議会議長会の会長表彰を受けた。1965年（昭和40年）から1967年（昭和42年）には岡崎市議会議長を務めた。

### 役職退任後
名古屋地方裁判所岡崎支部・名古屋家庭裁判所岡崎支部の調停委員、愛知県森林組合連合会理事なども歴任している。1966年（昭和41年）4月には勲五等双光旭日章を受章した。1967年（昭和42年）には岡崎市功労者として表彰された。1980年（昭和55年）10月に老衰で死去した。